# Gaston de L'Isle
Gaston de L'Isle, mort en 1579  est un baron et homme politique français, maire de Bordeaux à deux reprises de 1552 à 1554 et du 1er août 1563 à 1564.

## Biographie
La généalogie tracée des L'Isle remonte au début du XIIIe siècle. Leurs ancêtres, dans le Bordelais, ont soutenu les Anglais pendant la guerre de Cent Ans. Gaston, fils de Pierre de L'Isle, porte les titres d'écuyer, seigneur et baron de L'Isle, en Fronsadais. De sa grand-mère paternelle Catherine de La Lande, il a hérité le château de Labrède.
Il fait construire entre 1553 et 1577 le château de Rivière près de Fronsac, sur les restes d'une tour érigée sous Charlemagne en 769.
Gaston épouse en 1548 Bonaventure de Lur, dont deux fils sans descendance et trois filles.
Le 2 août 1552, il est élu par les jurats maire de Bordeaux, mais réticent, n'accepte sa charge qu'après une intervention du roi. Il prête serment dans l'église Saint-Éloi. Ce premier mandat prend fin en juillet 1554.
Plusieurs personnalités se succèdent à ce poste, jusqu'à Antoine de Noailles, qui meurt en plein mandat en mars 1562. Gaston de L'Isle est réélu le 1er août 1563, délai nécessaire à l'obtention de l'accord royal pour l'organisation de nouvelles élections.